# NGC 7087
NGC 7087 is een spiraalvormig sterrenstelsel in het sterrenbeeld Kraanvogel. Het hemelobject werd op 4 september 1834 ontdekt door de Britse astronoom John Herschel.

## Synoniemen
- ESO 343-8
- MCG -7-44-25
- AM 2131-410
- IRAS 21314-4102
- PGC 66988